# HMS Doterel (1880)
El HMS Doterel fue una balandra de guerra de la clase Doterel botado por la Marina Real británica en 1880. Se hundió anclado frente a Punta Arenas (Chile) tras una explosión el 26 de abril de 1881. Murieron 143 tripulantes y hubo 12 supervivientes. Se dirigía a la Estación del Pacífico. Al principio se especuló mucho sobre su pérdida. Se barajaron causas como un ataque de los fenianos, la pérdida de un torpedo o una explosión de gas de hulla. Una investigación realizada en septiembre de 1881 concluyó que la causa fue el gas de hulla.
En noviembre de 1881, una explosión en el HMS Triumph mató a tres hombres e hirió a siete; se determinó que había sido causada por "secante xerotina" ("xerotine siccative"), uno de los compuestos comúnmente llamados "secadores de patente". Un superviviente de la explosión del Doterel recordó haber olido ese compuesto poco antes de la explosión. En 1883 el gobierno determinó que el secante xerotina causó la primera explosión del Doterel, que desencadenó la explosión más dañina del cargador de proa. El Almirantazgo británico ordenó retirar el compuesto de la Royal Navy y mejorar la ventilación bajo cubierta.

## Hundimiento

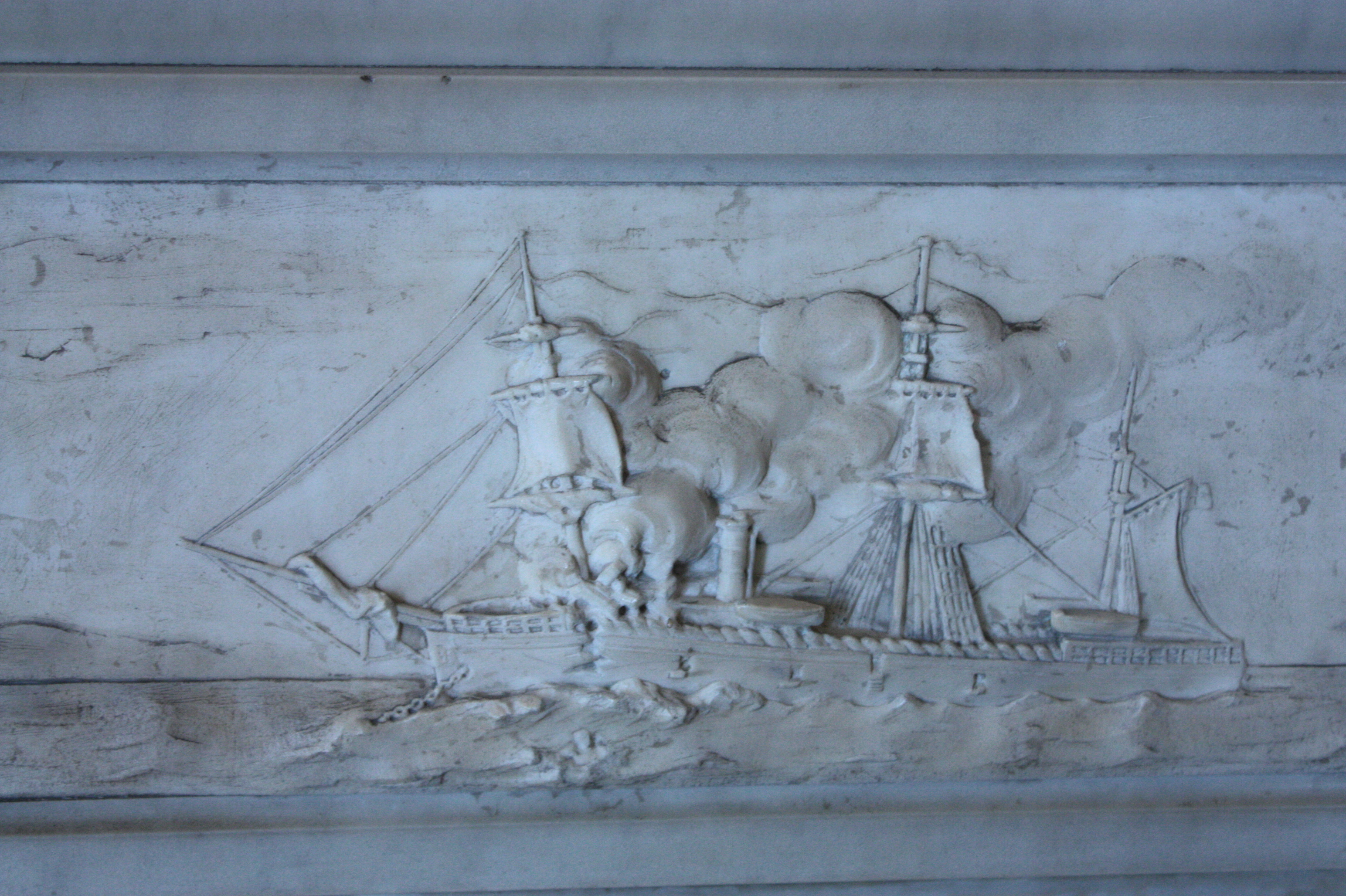
La explosión del HMS Doterel (detalle en el monumento conmemorativo de Greenwich)

Alrededor de las 10:15 del 26 de abril, mientras el buque estaba fondeado frente a Punta Arenas (Chile), se produjo una explosión en el polvorín de proa. Testigos presenciales describieron cómo objetos de todo tipo salieron despedidos por los aires y se vio salir del buque una enorme columna de humo. El buque se hundió instantáneamente.
Embarcaciones de todo tipo partieron de la costa en busca de supervivientes, así como de la goleta misionera Allen Gardiner, la goleta chilena San José y el pontón Kate Kellogg. 143 de los 155 tripulantes murieron. El capitán fue uno de los doce supervivientes, rescatado por un bote del San José. Fue encontrado desnudo por la explosión y sangrando por varias heridas.
Esa tarde, las tripulaciones recuperaron los cuerpos del agua; sólo tres se recuperaron enteros. Las distintas partes de los cuerpos se metieron en cajas y se enterraron en el mar esa misma tarde. El reverendo Thomas Bridges, misionero anglicano en Ushuaia, presidió el funeral multitudinario en el puerto por los numerosos marineros muertos en la explosión.
El Garnet y el Turquoise rescataron los cañones, las hélices y otros accesorios valiosos del barco. Las normas contemporáneas que regían las pensiones permitían a la viuda o a los hijos a cargo de los fallecidos una gratificación equivalente a un año de sueldo, aunque no se compensaba la pérdida de sus bienes.

## Investigación

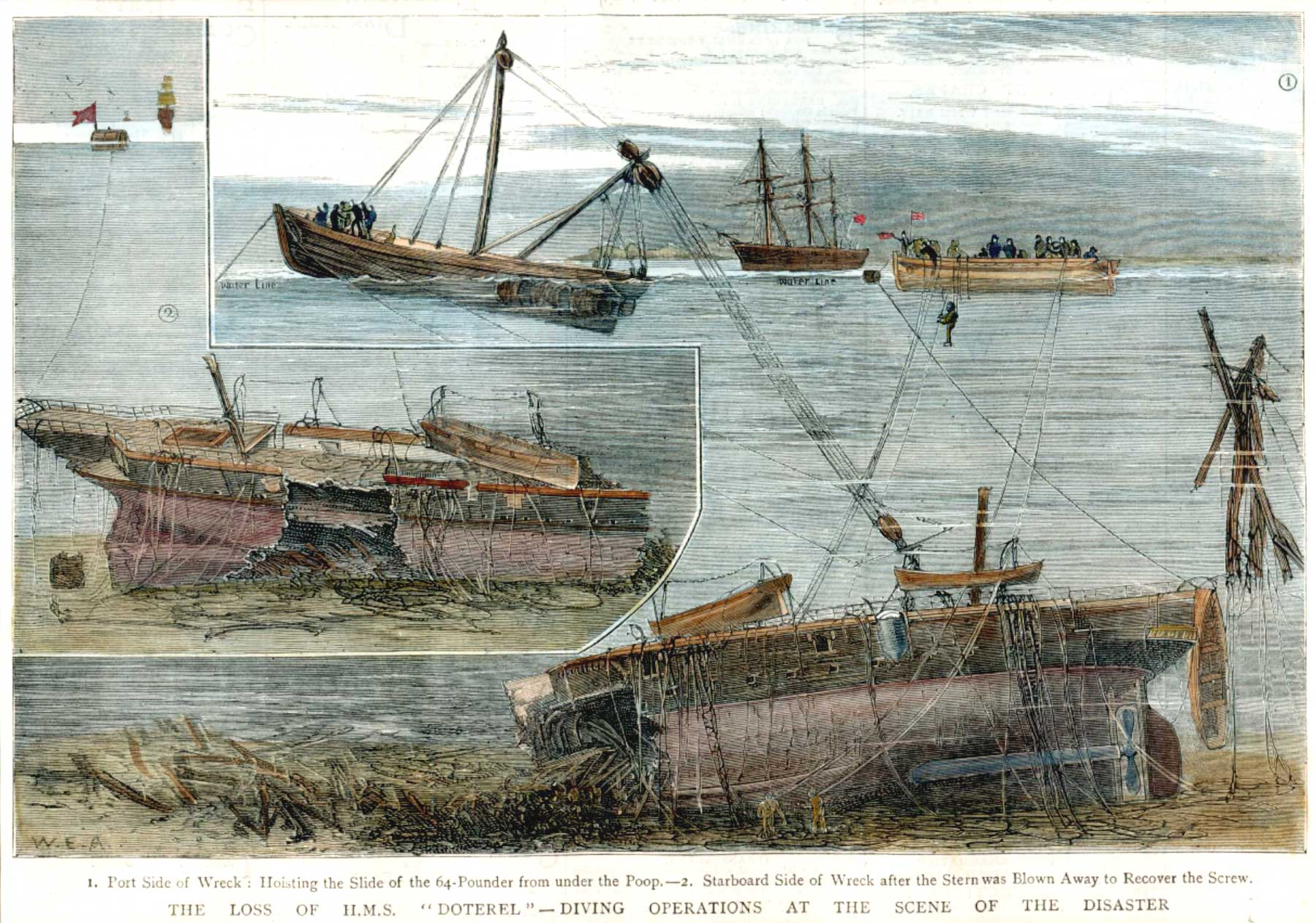
Recuperación de los restos del Doterel.

Los informes iniciales culparon a una explosión en las calderas, que detonó el polvorín. Se demostró definitivamente que esto era falso cuando la tripulación del Garnet encontró las calderas en perfecto estado Las conjeturas también sugerían que los fenianos (unos nacionalistas irlandeses) podrían haber volado el barco con un torpedo de carbón, que la explosión podría haber sido causada por un torpedo Whitehead perdido por el Shah en 1878, o que el gas de carbón de los pañoles podría haber causado la explosión. Se llevó a cabo una investigación en Portsmouth, que remitió las pruebas a un comité científico. En septiembre de 1881, éste determinó que la explosión había sido causada por la detonación de gas de carbón en las carboneras, y que ningún miembro de la tripulación había sido culpable.
El 21 de noviembre de 1881 se produjo una explosión en el Triumph, causada por un compuesto secante denominado "secante xerotina" ("xerotine siccative"), también llamado secante de patente. Tres hombres murieron y siete resultaron heridos.
Hasta 1883 no se determinó la causa de la explosión del Doterel. Un miembro superviviente de la tripulación de aquel barco, al oler posteriormente el secante de xerotina mientras estaba a bordo del Indus, declaró que lo había olido antes de la explosión de 1881. Explicó a las autoridades que un frasco de líquido se había agrietado mientras lo trasladaban bajo cubierta. La investigación posterior reveló que justo antes de la explosión del Doterel, dos hombres recibieron la orden de arrojar el frasco por la borda. Mientras limpiaban la fuga de líquido explosivo de debajo del polvorín de proa, los hombres podrían haber infringido la norma de no tener una llama abierta bajo cubierta. El secante de xerotina explotó primero, desencadenando la enorme explosión en el polvorín de proa, que contenía 4 toneladas y 7 quintales (4.456 kg) de explosivos.
El Almirantazgo ordenó que se dejara de utilizar el secante de xerotina en la flota, y se recomendó un sistema de ventilación para todos los buques de la Royal Navy.